# Pfarrkirche Andelsbuch

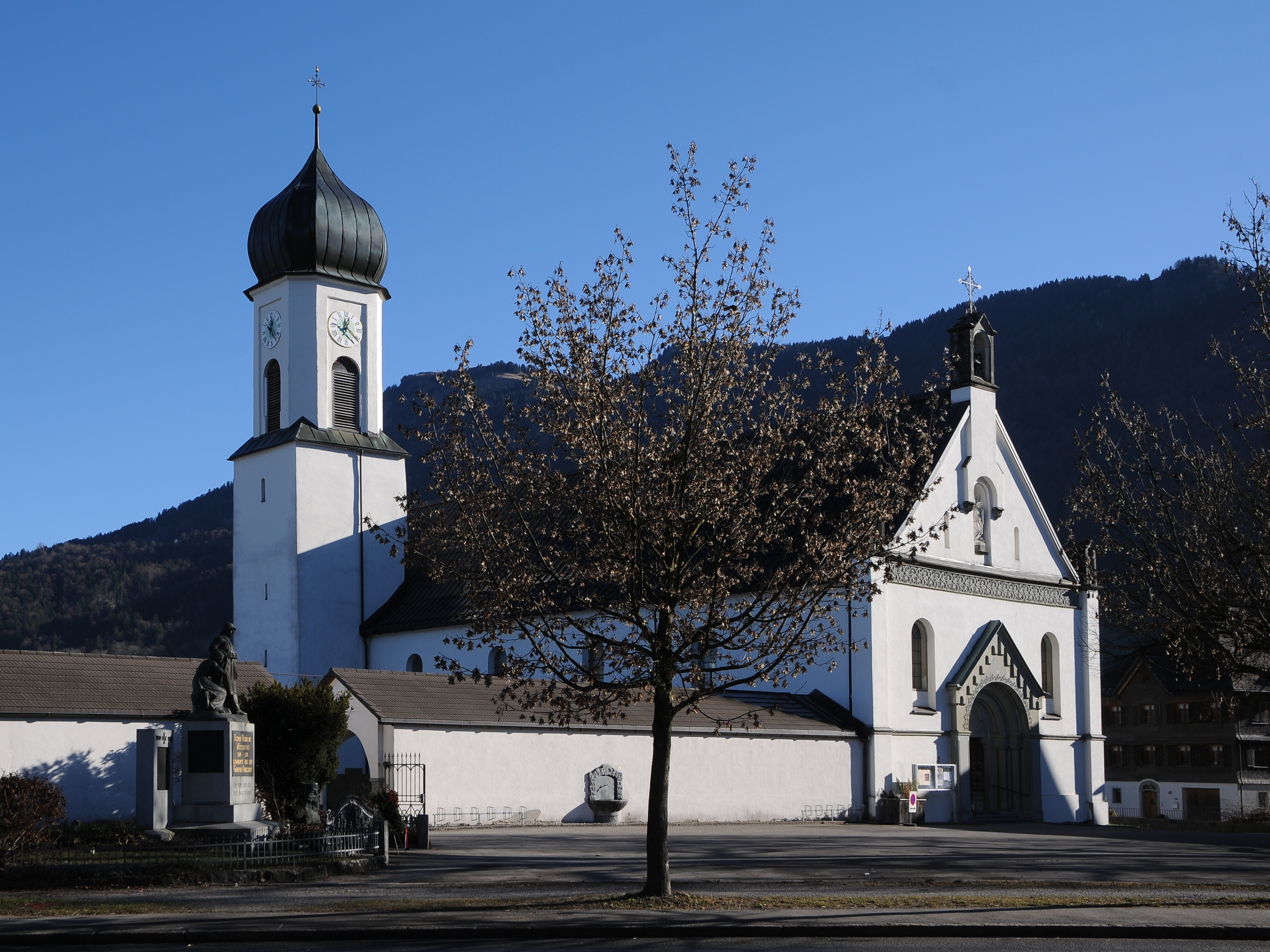
Pfarrkirche Hll. Petrus und Paulus in Andelsbuch

Die römisch-katholische Pfarrkirche Andelsbuch steht frei neben der Hauptstraße im Ortskern der Bregenzerwälder Gemeinde Andelsbuch im Bezirk Bregenz in Vorarlberg. Sie ist den Heiligen Petrus und Paulus geweiht und gehört zum Dekanat Hinterwald. Das Bauwerk steht unter Denkmalschutz (Listeneintrag).

## Geschichte
Im 11. Jahrhundert siedelte Theoderich, Reformabt des Klosters Petershausen in Konstanz, einige Mönche im Gebiet von Andelsbuch an. Der Klostersitz wurde um 1094 ins Kloster Mehrerau verlegt. 1170 wurde die Kirche in Andelsbuch zur Pfarrkirche erhoben und ab 1227 gab es immer wieder päpstliche Besitzbestätigungen, dass sich die Kirche im Besitz Mehreraus befand. 1468 wurde eine gotische Kirche als Erweiterungsbau einer romanischen Vorgängerkirche errichtet. 1718 erfolgte ein Neubau durch Ignaz Beer, der einige gotische Bauteile in den neuen Kirchenbau miteinbezog. So blieben die West- und die Nordmauer erhalten sowie das Untergeschoß des Turmes. Die Kirche wurde 1728 neu geweiht. Im Jahr 1862 wurde die Kirche nach Westen hin erweitert und die Einrichtung erneuert. 1889 wurde die Kirche restauriert, außerdem in den Jahren 1932 und 1960 bis 1963. Im Rahmen der Restaurierung 1932 wurde die Empore erweitert. 1974 wurden die 1862 aufgestellten neoromanischen Altäre entfernt.

## Kirchenbau
Kirchenäußeres

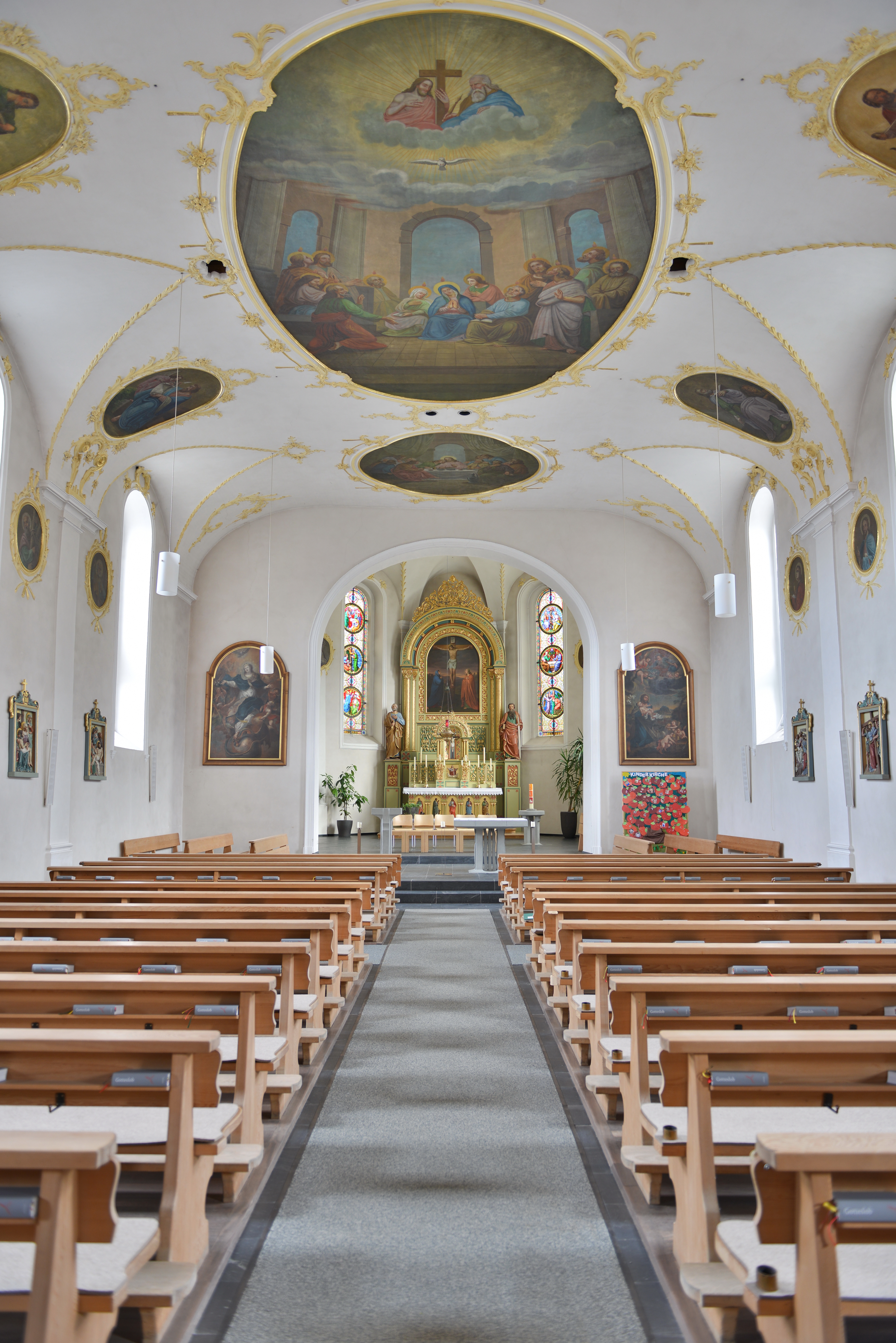
Innenansicht

Die Kirche steht über einem schlichten Grundriss mit eingezogenem Chor mit Fünfachtelschluss. Das Langhaus ist ein schlichter barocker Saalbau. Im nördlichen Chorwinkel steht der Kirchturm mit Zwiebelhelm und die alte Sakristei. An der Nordseite schließt ein geschlossener Friedhof mit inneren Arkaden an die Kirche an. Im südlichen Chorwinkel ist die neue Sakristei untergebracht. Der massive Unterteil des Kirchturmes wurde wahrscheinlich 1468 errichtet, der etwas schmälere achteckige Oberteil im ersten Drittel des 18. Jahrhunderts. Die Portale sind schlichte Gewändeportale. Die Seiteneingänge wurden baldachinartig gebaut, während das repräsentative Westportal ein Dreiecksgiebel bekrönt. In einer Fassadennische auf der Westseite steht eine Figur des Erzengels Michael. Die Fassadengliederung wurde 1862 etwas reduziert.
Zum Türring des Hauptportals aus dem 12. Jahrhundert siehe: Andelsbucher Türring.
Kircheninneres
Die Kirche hat einen eingezogenen Chor mit Fünfachtelschluss mit flachem Gewölbe und Stichkappen. Das rechteckige Langhaus hat eine Flachdecke mit gedrückten Hohlkehlen. In diese schneiden über den vier rundbogigen Fenstern jeweils Stichkappen ein. Die tiefe vorgezogene Empore lagert auf dünnen Holzstützen, die Brüstung ist durch Zwergpilaster und Felder geschmückt. Die Wände in Chor und Langhaus sind durch Pilaster schlicht gegliedert. An den Decken ist reiche Stuckornamentik von 1730, bestehend aus Voluten, Kartuschen, Rosen und Zweigen, die die architektonische Gliederung begleitet. Die Wandbilder schuf Johann Kaspar Rick im Jahr 1862. Die Deckenbilder in Vierpassform zeigen von Westen begonnen die „Anbetung der Heiligen Drei Könige“, den „zwölfjährigen Jesus im Tempel“, das „Pfingstwunder“, das „Letzte Abendmahl“ sowie die Auferstehung Jesu.
In den Hohlkehlen befinden sich ovale Bilder mit Darstellungen verschiedener Heiliger: links die heilige Barbara, der heilige Augustinus, der heilige Evangelist Matthäus sowie der heilige Evangelist Johannes; auf der rechten Seite die heilige Katharina, der heilige Johannes der Täufer, der heilige Evangelist Lukas sowie der heilige Evangelist Markus. Franz Bertle schuf 1862 in die Wand eingelassene Rundbilder, im Langhaus stellen sie die zwölf Apostel, im Chor die vier Kirchenväter.

## Ausstattung

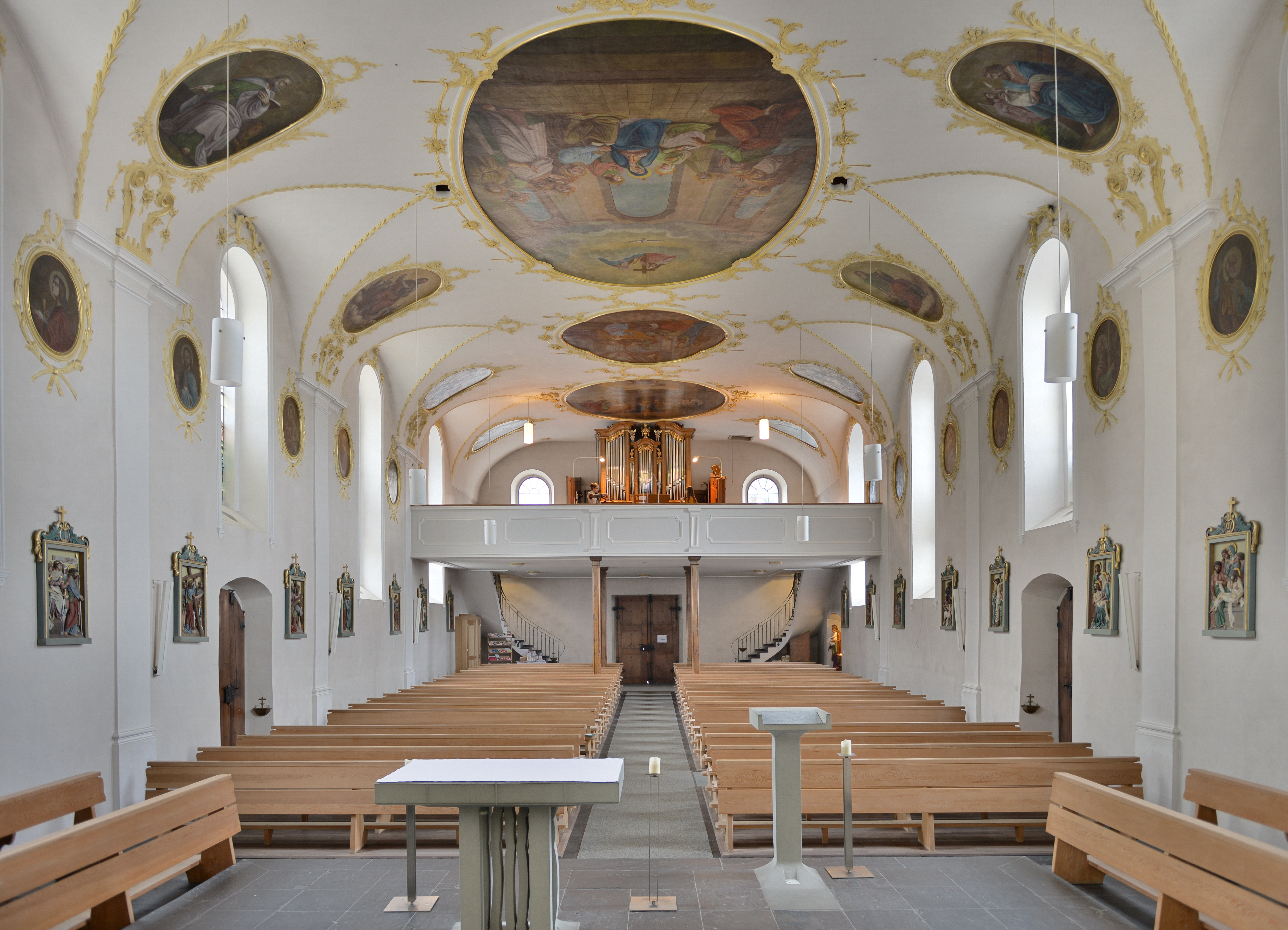
Betraum

Die Glasfenster zeigen im Chorraum Szenen aus dem Alten Testament, die typologisch zur Eucharistie passen. Sie wurden 1880 geschaffen. Im Schiff sind der selige Diedo, der heilige Gebhard, die selige Ilga, der selige Merbod, der heilige Gallus sowie der heilige Fridolin auf den Glasfenstern von 1943 abgebildet.
Der schlichte Volksaltar ist aus dem Jahr 1974, das Kruzifix von 1718. Am Hochaltar sind zwei Figuren der Apostelfürsten Petrus und Paulus von 1770. Das Altarbild des neuromanischen Hochaltares zeigt die „Kreuzigung Christi“. An der Triumphbogenwand hängen zwei ehemalige Altarbilder, links „Mariä Himmelfahrt“ von Jacob Carl Stauder aus dem Jahr 1718, rechts der „heilige Josef mit Putti“ von Franz Anton Gschwend aus dem Jahr. Die Kreuzwegstationen mit Reliefs stammen von Winkler, der sie 1891 schuf.